# Меланхтон, Уильямс Якобус
Уильямс Якобус Меланхтон-младший (15 декабря 1855—1937) — американский пресвитерианский священник, теолог и педагог.
Родился в городе Аллегейни, штат Пенсильвания, в семье пастора Уильямса Якобуса Меланхтона-старшего. В 1877 году окончил богословский факультет Принстонского университета, в 1881 году окончил Принстонскую семинарию, с 1881 по 1884 год изучал богословие в университетах Берлина и Геттингена. Получил степени доктора богословия в Колледже Лафайета в 1892 году и в Йельском университете в 1910 году. Впоследствии преподавал в Хартфордской семинарии, Принстонской семинарии (в 1897—1898 годах) и колледже Маунт-Холиок, а также занимал различные религиозные должности — был, в частности, пастором в Оксфорде, штат Пенсильвания, в 1884 — 18891 годах.
Являлся автором целого ряда богословских трудов, самым известным из которых была работа A Problem in New Testament Criticism, изданная в 1900 году на основе лекций, прочитанных им в Принстонской семинарии. Был также одним из редакторов Общего Библейского словаря (1909), автором статей по богословию для ряда энциклопедий.